# Màlia (ocell)
La màlia (Malia grata) és una espècie d'ocell de la família dels locustèl·lids (Locustellidae) i únic membre del gènere Malia. És endèmic de les muntanyes selvàtiques de l'illa de Sulawesi (Indonèsia). Habita els boscos tropicals i subtropicals de frondoses humits de l'estatge montà. El seu estat de conservació es considera de risc mínim.